# Sonorism
Sonorism (tiếng Ba Lan: Sonoryzm) là một cách tiếp cận sáng tác âm nhạc gắn liền với một số nhà soạn nhạc Ba Lan đáng chú ý. Học giả Józef Michał Chomiński đã đặt ra thuật ngữ"sonoristic"(tiếng Ba Lan: sonorystyka) để mô tả sự thôi thúc khám phá các hiện tượng âm thanh thuần túy trong sáng tác, và từ thuật ngữ này xuất phát từ"chủ nghĩa âm thanh"để mô tả một phong cách tiên phong trong âm nhạc Ba Lan năm 1960. tập trung vào âm sắc (Chomiński 1961). Như một phong trào, chủ nghĩa sonor đã được bắt đầu vào những năm 1950 trong giai đoạn tiên phong của âm nhạc Ba Lan (Granat 2008). Âm nhạc nhấn mạnh chủ nghĩa âm thanh như một cách tiếp cận sáng tác có xu hướng tập trung vào các đặc điểm và phẩm chất cụ thể của âm sắc, kết cấu, khớp nối, động lực và chuyển động trong nỗ lực tạo ra hình thức tự do hơn. Phong cách này chủ yếu gắn liền với một phong trào âm nhạc thử nghiệm phát sinh ở Ba Lan vào giữa những năm 1950 và phát triển mạnh mẽ trong những năm 1960.
Sonorism nhấn mạnh việc khám phá các loại âm thanh mới từ các nhạc cụ truyền thống, cũng như việc tạo ra kết cấu bằng cách kết hợp các âm thanh nhạc cụ khác nhau, thường khác thường theo những cách khác thường và độc đáo. Thuật ngữ sonoristic được sử dụng để mô tả phương pháp tiếp cận này, vượt xa chỉ đơn thuần là màu âm riêng lẻ, nét viết và thử nghiệm. Nó nhằm mục đích thiết lập các chức năng cấu trúc mới trong một tác phẩm, chẳng hạn như sử dụng các hợp âm phi chức năng cho các hiệu ứng âm thanh và nhấn mạnh khía cạnh âm thanh của các văn bản trong âm nhạc thanh nhạc (Granat 2008).

## Lịch sử
Sonorism bắt nguồn từ phong trào dân tộc trong những năm 1920 được gọi là"colourism Ba Lan", có lối giải thích nổi tiếng nhất là Karol Szymanowski. Sonorism như vậy đã được phát triển trong những năm 1950 và 1960 như một phương tiện để đạt được giải thoát khỏi serialism nghiêm ngặt, đặc biệt là bởi Krzysztof Penderecki, mà còn trong một số tác phẩm của Grażyna Bacewicz, Henryk Górecki, Kazimierz Serocki, Wojciech Kilar, Witold Szalonek, Witold Rudziński, Zbigniew Bujarski, Zbigniew Penherski và Zygmunt Krauze, cùng với những người khác (Granat 2008; Rappoport-Gelfand 1991 68-69).

## Các nhà soạn nhạc gắn liền với sonoristic
- Tadeusz Baird
- Zbigniew Bujarski
- Andrzej Dobrowolski
- Henryk Mikołaj Górecki
- Wojciech Kilar
- Lutold Lutosławski
- Krzysztof Meyer
- Krzysztof Penderecki
- Boguslaw Schusffer
- Kazimierz Serocki
- Witold Szopolk (Granat 2008)